# ARD
Az ARD (Arbeitsgemeinschaft der öffentlich-rechtlichen Rundfunkanstalten der Bundesrepublik Deutschland, magyarul: Német Szövetségi Köztársaság Regionális Közszolgálati Médiumainak Munkaközössége) a németországi regionális közszolgálati műsorszórók szövetsége, egy 1950-ben alapított, regionális közmédiumokat tömörítő szövetség.
Az ARD-hez tartozik 9 regionális közmédium, amelyek műsoraikat a Das Erste, tagesschau24 nevű csatornákon közvetítik, a Deutsche Welle pedig külföldieknek és külföldön sugározza a regionális műsorok adásait. Az ARD kezeli a németországi rádiós és televíziós archívumot (Deutsche Rundfunkarchivs). Az ARD a ZDF-fel és a Deutschlandradióval együtt teszik ki Németországban a közszolgálati médiát. Az ARD és a ZDF közösen üzemelteti a Phoenix, FUNK, KiKA, 3sat (Ausztriában és Svájcban is fogható) és az ARTE csatornákat is.
A 9 regionális médiumával együtt az ARD-nek 23 ezer dolgozója van, 11 tv- és 55 rádiócsatornát üzemeltetnek. Az éves költségvetése 6,3 milliárd euró.

## Története

### ARD elődje
Az ARD föderális szervezeti felépítése, már elődjénél az 1920-as években kezdett felépülni, amikor Poroszország, Bajorország, Szászország és Württemberg létrehozta saját rádióállomását és megalakult a Reichs-Rundfunk-Gesellschaft (Birodalmi Rádió Társaság), amelyet a nácik hatalomra kerülésük, 1933 után központosítottak és felszámolták a szervezet föderatív jellegét.

### ARD szövetség megszületése

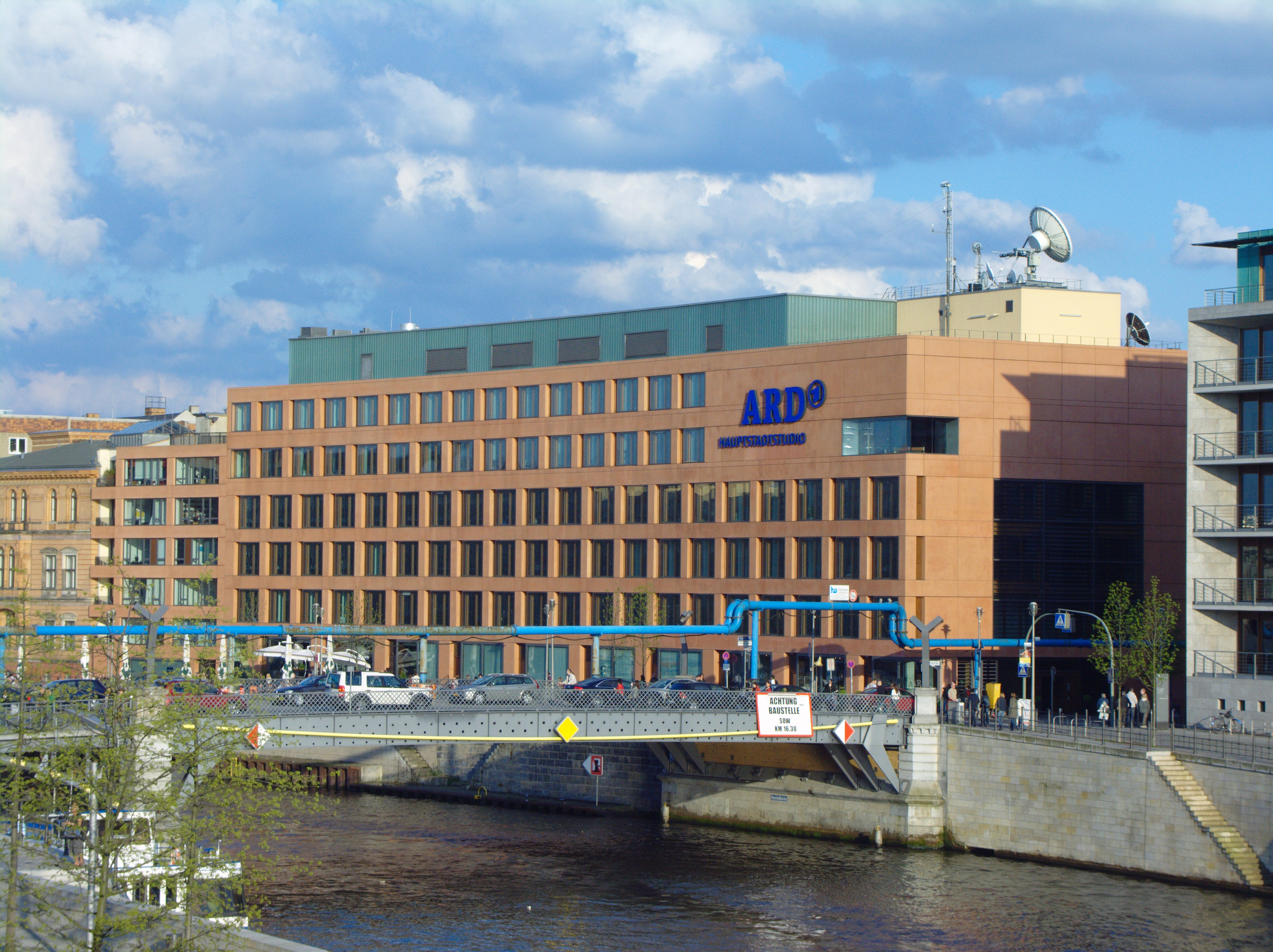
Az ARD főstúdiója Berlinben

Az ARD 1950. június 9-én született meg, amikor 6 regionális médium a Bayerischer Rundfunk (Bajor Rádió és Televízió), a Hessischer Rundfunk (Hesseni Rádió és Televízió), a Radio Bremen (Brémai Rádió), a Süddeutscher Rundfunk (Délnémet Rádió és Televízió) a Südwestfunk (Délnyugati Rádió és Televízió) a Nordwestdeutscher Rundfunk és a RIAS (Berlini Amerikai Szektor Rádiója) megalapította a szervezetet.
1950-es években hosszas előkészítő munkával, megszületett az NSZK első országos szövetségi televíziós csatornája. A szövetség tagja lett 1959-ben a Sender Freies Berlin (SFB, Szabad Berlini Adó, amely Nyugat-Berlinben működött), a Nordwestdeutscher Rundfunk feloszlatásából létrejött Westdeutscher Rundfunk és Norddeutscher Rundfunk és a Saarländischer Rundfunk megszületésével már 10 tagmédium volt. Ők együtt Deutsches Fernsehen néven kezdték meg az ARD közös szövetségi televíziós csatornájának működtetését. 1962-ben újabb tagok születettek meg: a Deutschlandwelle (DW) és a német közszolgálati rádió országos programmja a Deutschlandfunk.

### ARD és a Német Demokratikus Köztársaság

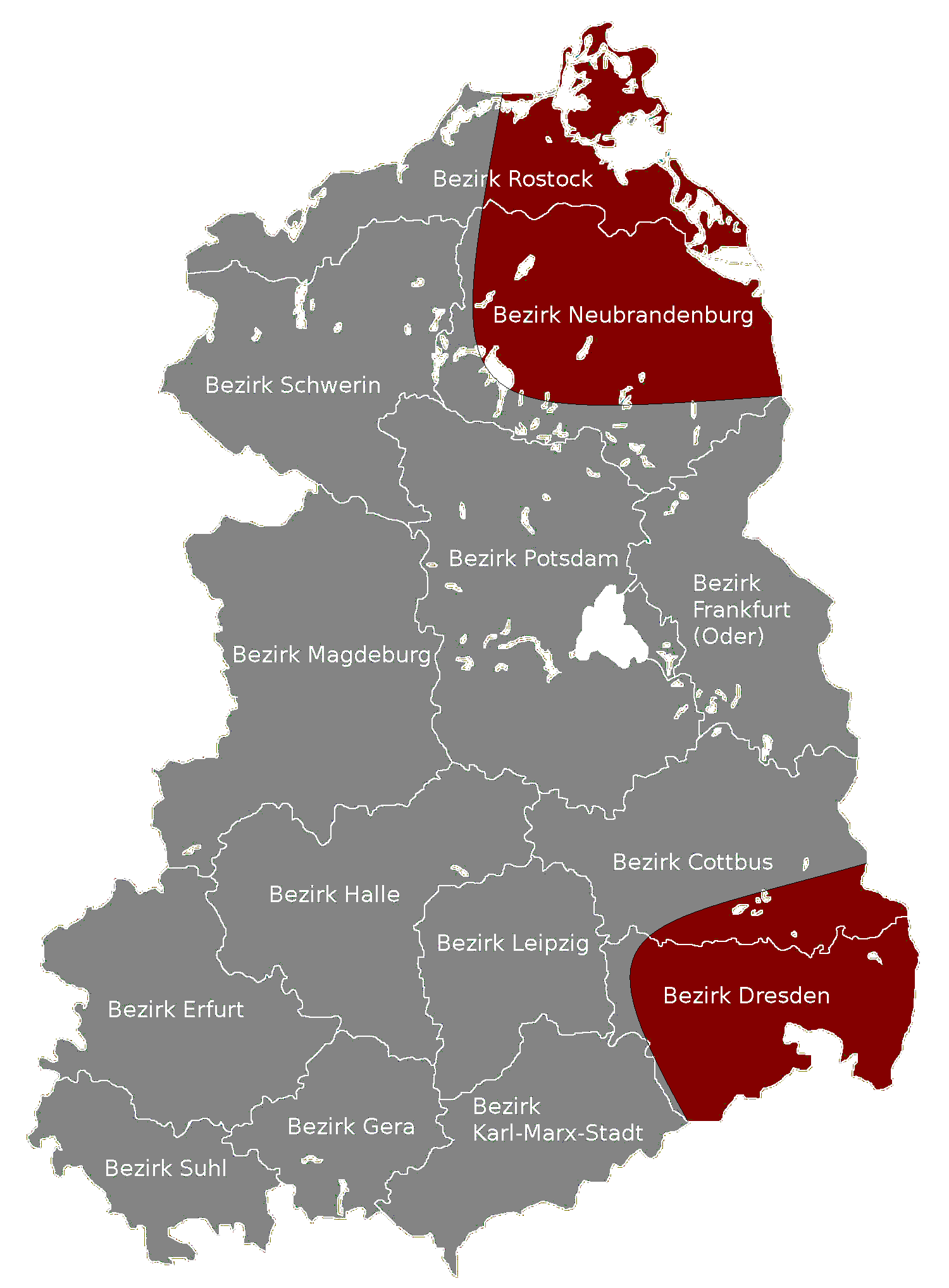
Az NDK pirossal jelölt területein nem lehetett fogni az ARD adásait, amit Tudatlanok völgyének (Tal der Ahnungslosen) neveztek az NSZK-ban.

Az ARD műsorait, a Baden-Württembergben található Donebachi adótoronynak köszönhetően, a Német Demokratikus Köztársaság szinte egész területén is lehetett fogni, kivéve Drezda és az Elba völgyében, ahol völgyben való fekvés fizikailag akadályozta a vételi lehetőségeket. Emiatt az ARD-t viccesen az NDK területén "Außer Raum Dresden" (Drezdai téren kívül) vagy "Außer Reichweite Dresdens" (Drezda körzetén kívül) illetve Außer Rügen Dresen (Rügenen és Drezdán kívül). A területet emellett még Tudatlanok völgyének (Tal der Ahnungslosen) nevezték, hiszen az itt lakók nem kaphattak objektív kommunista propagandától mentes híradót, az NDK televízió, a DFF híradója Aktuelle Kamera volt, amely a kommunista propagandát terjesztette. Az NDK televíziója emellett a Der schwarze Kanal (Fekete csatorna) műsorában rendszeresen gúnyt űzött az ARD-ből mint a nyugat-német közmédiumból.

### Németország újraegyesítése után
A két Németország újraegyesítése után 1992-ben az NDK volt televíziójának az egykori vételi helyén létrehozták a Mitteldeutscher Rundfunkot (Középnémet Rádió és Televízió, amely Szászország, Türingia és Szász-Anhalt tartományok közmédiuma mai napig) és az Ostdeutscher Rundfunk Brandenburgot (ORB, Keletnémet Rádió és Televízió Brandenburg). A RIAS-t pedig kivették az ARD-szövetségből és a Deutschlandradióhoz került, amit az ARD és ZDF közösen vezet.
1998-ban a Süddeutscher Runfunk (SDR) és a Südwestfunk (SWF) fúziójával létrehozták a Südwestrundfunk (Délnyugat Rádió és Televízió) médiumot, 2003-ban az ORB és SFB fúziójával pedig a Rundfunk Berlin-Brandenburg (rbb, Berlin-Brandenburg Rádió és Televízió).
Az ARD 9 együttműködő regionális közszolgálati médium, napjainkban több közös televíziós országos csatornát üzemeltet mint a Das Erstet, KiKA (ami a ZDF-fel közös), Phoenix TV, tagesschau24, One TV. ezenkívül regionális televíziós és rádióscsatornákat. A társaság tizedik tagja a Deutsche Welle, amely az ARD külföldieknek szóló, angol nyelvű csatornája.

## Az ARD tagjai

### Jelenlegi tagok

Az ARD társaság regionális közmédiumai és azok vételi körzetei

Az ARD-hoz a külföldieknek szóló Deutsche Welle közszolgálati médium mellett 9 regionális közszolgálati médium tartozik az ARD-szövetséghez:
| Médium neve                 | Rövidítés | Székhely          | Bevétel 2009 (EUR millió)       | Költség (EUR millió) | Alkalmazottak száma (fő) | Alapítás éve | Vételi körzet                                                                       | Vételi körzet lakosainak száma (millió fő) |
| --------------------------- | --------- | ----------------- | ------------------------------- | -------------------- | ------------------------ | ------------ | ----------------------------------------------------------------------------------- | ------------------------------------------ |
| Bayerischer Rundfunk        | BR        | München           | 1000                            | 879                  | 2893                     | 1949         | Bajorország                                                                         | 12,4                                       |
| Hessischer Rundfunk         | HR        | Frankfurt am Main | 481                             | 407                  | 1900                     | 1948         | Hessen                                                                              | 6,0                                        |
| Mitteldeutscher Rundfunk    | MDR       | Lipcse            | 636                             | 556                  | 2023                     | 1991         | Szászország, Szász-Anhalt, Türingia                                                 | 8,6                                        |
| Norddeutscher Rundfunk      | NDR       | Hamburg           | 1083                            | 956                  | 3447                     | 1956         | Hamburg, Alsó-Szászország, Schleswig-Holstein, Mecklenburg-Elő-Pomeránia (1992 óta) | 13,9                                       |
| Radio Bremen                | RB        | Bréma             | 97 (2008)                       | 41 (2008)            | 300                      | 1945         | Bréma                                                                               | 0,7                                        |
| Rundfunk Berlin-Brandenburg | rbb       | Berlin, Potsdam   | 395 (2008)                      | 344 (2008)           | 1650                     | 2003         | Berlin, Brandenburg                                                                 | 5,9                                        |
| Saarländischer Rundfunk     | SR        | Saarbrücken       | 116 (2008)                      | 64 (2008)            | 635                      | 1957         | Saar-vidék                                                                          | 1,0                                        |
| Südwestrundfunk             | SWR       | Stuttgart         | 1190 (2008)                     | 959 (2008)           | 3648                     | 1998         | Baden-Württemberg, Rajna-vidék-Pfalz                                                | 14,6                                       |
| Westdeutscher Rundfunk Köln | WDR       | Köln              | 1350                            | 1140                 | 4210                     | 1956         | Észak-Rajna-Vesztfália                                                              | 17,5                                       |
| Deutsche Welle              | DW        | Bonn              | Adófizetésből való hozzájárulás | -                    | 1444                     | 1953         | Külföld                                                                             | -                                          |

### Egykori tagok
| Médium neve                       | Rövidítés | Logója | Székhely    | Alapítás | Megszűnése | Megszűnésének oka                                           | Vételi körzet |
| --------------------------------- | --------- | ------ | ----------- | -------- | ---------- | ----------------------------------------------------------- | --- |
| Nordwestdeutscher Rundfunk        | NWDR      |        | Hamburg     | 1945     | 1954       | A vételi körzet felosztása az NDR, WDR és SFB médiumok közt | Hamburg, Alsó-Szászország, Schleswig-Holstein, Észak-Rajna-Vesztfália, Nyugat-Berlin (1954-ig)                                    |
| Süddeutscher Rundfunk             | SDR       |        | Stuttgart   | 1949     | 1998       | Egyesülés az SWF-fel, jogutód az SWR                        | Württemberg-Baden (A vételi körzet Baden-Württemberg megalakulása után is változatlan maradt).                                    |
| Südwestfunk                       | SWF       |        | Baden-Baden | 1946     | 1998       | Egyesülés az SDR-rel, jogutód az SWR                        | Baden, Württemberg-Hohenzollern és Rajna-vidék Pfalz (A vételi körzet Baden-Württemberg megalakulása után is változatlan maradt). |
| Sender Freies Berlin              | SFB       |        | Berlin      | 1954     | 2003       | Egyesülés az ORB-vel, jogutód az RBB                        | Berlin (1990-ig csak Nyugat-Berlin)                                                                                               |
| Ostdeutscher Rundfunk Brandenburg | ORB       |        | Potsdam     | 1991     | 2003       | Egyesülés az SFB-vel, jogutód az RBB                        | Brandenburg |

## Televíziós csatornái

### Saját országos
| Csatorna neve | Tematika                                                                                | Indulás dátuma     | Logó |
| ------------- | --------------------------------------------------------------------------------------- | ------------------ | ---- |
| Das Erste     | Országos közszolgálati televízió, a tartományi adók által gyártott műsorokat sugározza. | 1955. augusztus 1. |      |

### Közös üzemeltetésű csatornák
| Csatorna neve | Tematika                                                                              | Indulás dátuma    | Logó |
| ------------- | ------------------------------------------------------------------------------------- | ----------------- | ---- |
| 3sat          | Kulturális adó az ZDF-fel, az ORF-fel és SRG SSR médiumokkal                          | 1984. december 1. |      |
| Arte          | Német-francia kulturális csatorna a ZDF és a France Télévisions együttműködésével     | 1992. május 30.   |      |
| KiKA          | Az ZDF-fel közösen müködő gyermekcsatornája                                           | 1995. október 6.  |      |
| Phoenix       | ZDF-fel közösen működtetett csatorna politikai, elemző, háttér és közéleti műsorokkal | 1997. április 7.  |      |
| FUNK          | Online internetes szolgáltatás fiatalok számára az ZDF segítségével                   | 2016. október 1.  |      |

### Nemzetközi csatorna
| Csatorna neve | Tematika                             | Indulás dátuma   | Logó |
| ------------- | ------------------------------------ | ---------------- | ---- |
| DW-TV         | Deutsche Welle nemzetközi csatornája | 1992. április 1. |      |

### Digitális csatornák
| Csatorna neve | Tematika                          | Indulás dátuma      | Logó |
| ------------- | --------------------------------- | ------------------- | ---- |
| tagesschau24  | hírcsatorna                       | 1997. augusztus 30. |      |
| One           | dokumentum- és kulturáliscsatorna | 1997. augusztus 30. |      |

## Szervezeti működés és vezetés
Az ARD 10 regionális közszolgálati médium önkéntes alapú szövetsége. A munkaközösség 1950-ben egy alapszabály alapján jött létre, amit a médiatörvény kiegészített. Az alapszabály kimondja, hogy a munkát és a szervezeti működést az ARD szabályozza. Ebből kiindulva az ARD főszerveként működik a taggyűlés (Mitgliederversammlung), amely a ZDF-fel ellentétben nem a televíziós tanács (Fernsehrat) szerepét látja el. A gyűlés az ARD regionális médiumainak intendánsainak a részvételével zajlik. Emellett főgyűlést is tartanak, amin a regionális médiumok műsorigazgatói és az ügyvezető elnökei is részt vesznek.

### Főtitkárság
A Főtitkárság 2006-ban jött létre, aminek vezetője a főtitkár a két évre megválasztott ARD-elnöknek alárendelt és felelős az ARD stratégiai elhelyezkedéséért, az ARD házon kívüli érdekképviseletéért és a nyilvánossággal való kapcsolatért. A főtitkár székhelye Berlinben található, a Rundfunk Berlin-Brandenburg (RBB), akinek hivatali ideje 5 évig tart.

### Program Igazgató
Feladatát és jogkörét az ARD-Staatsvertrag (ARD-Államszerződés) tartalmazza. Legalább 2 évre szóló időtartamra a regionális közmédiumok képviselőinek kétharmados többségével lesz kinevezve. Feladata az intendánssal és a regionális közmédiumokat képviselőivel a műsorterv kidolgozása és a műsorok szállítását a regionális műsorszóróktól az országos televíziós csatornákra való koordinálásáért felel. Ugyanis a Das Erste, országos csatornán futnak a regionális közmédiumok által gyártott műsorok.

## Finanszírozás

Az intézmény logója

Németországban az ARD, ZDF és a Deutschlandradio műsoraiért közszolgálati hozzájárulást (Rundfunkbeitrag) kell fizetni, havi 17,50 eurót. Az előfizetést kötelező minden lakástulajdonosnak és bérlőnek is fizetnie. A hozzájárulást az ARD ZDF Deutschlandradio Beitragsservice (ARD, ZDF, Deutschlandradio Járulékalapú Szolgáltató) intézménynek kell fizetni, amely nem minősül jogképes intézménynek. A hozzájárulást annak kell fizetni, aki bejelentkezik fizetőként és az adott háztartás összes lakója az ő nevében fizeti az előfizetést. Az előfizetés alól mentességet élveznek a szociális segélyből élők, nyugdíjasok illetve a háborús rokkantak.
Az előfizetésből 2015-ben 8,1 milliárd eurós bevétel keletkezett, a díj beszedés miatt, emellett 15 millió fizetési felszólítást (Mahnbescheid) küldtek.

## Kritika

### Politikai befolyás
1989-ben a Cordt Schnibben, a Der Spiegel újságíró élesen kritizálta az ARD-t a Die ARD ist wie die DDR ("ARD olyan mint az NDK") nevű cikkében. Ebben arról írt, hogy az ARD amellett, hogy nem volt képes felvenni a versenyt a kereskedelmi televíziókkal (RTL, Sat.1), nem működik hatékonyan a Tagesschau hírszerkesztése úgy kifejti, hogy az ARD döntéshozó testületében a grémiumban egyértelműen párt elkötelezett emberek vannak. Emellett kiemeli, hogy a CDU médiapolitikája szerint a kereskedelmi televíziókat támogatják, míg a közszolgálati médiumokat ellehetetlenítik. Henning Röhl, aki ekkor az ARD-aktuell főszereksztője volt, nyíltan támogatta a CDU-t és Helmut Kohl kancellárt, Ulrike Wolf a Norddeutscher Rundfunk főszerkesztője a közmédiában betöltött állása előtt kormányzati szerveknek dolgozott.

### Tudósítás az Euromajdanról
A Norddeutscher Rundfunk Zapp című közéleti magazinban egy tanulmány a kijevi Euromajdan forradalomról szóló riportjait vizsgálta 2013. november és 2014. február között, ami megállapította, hogy a riportok 80%-ában kormányellenes beszélgető partnerek voltak. A riportok többségét emellett oroszellenesnek, elfogultnak találták.

### Műsortanács kritikája a kelet-ukrajnai tudósításokról
A Műsortanács az ARD kelet-ukrajnai háborúról 2013. december és 2014. június között készült tudósításait kritizálta 2014 júniusában. A tudósítást hiányosnak, elfogultnak találta. Emellett a tanács megállapította, hogy a tudósítások "tendenciájában Oroszország ellenesek". Sahra Wagenknecht a Baloldali Párt képviselője lesújtónak találta a kritikát. A politikus nő "kiegyensúlyozatlannak és egyoldalúan Oroszország ellenesnek" találta a tudósításokat.

### Európai migrációs válságrólszóló tudósítások
2015 októberében Kai Gniffke, az ARD-aktuell főszerkesztője - aki főszerkesztőként a Tagesschau, Tagesthemen, Nachtmagazin műsorokért és az ARD hírcsatornájáért a tagesschau24 csatornáért is felelős - elismerte, hogy a Németországba érkező menekültekről nem tájékoztattak objektívan, hiszen az operatőrnek a menekültekről szóló tudósításokban kisgyermekes családokat kellett filmeznie, holott a menekültek 80%-a fiatal, életerős, egyedülálló férfi volt. Ezzel teljesen torz képet mutattak be a menekültekről.

## Az ARD Magyarországon is ismert műsorai
- Berlin, Berlin NDR, Radio Bremen, 2001-2004
- Fixi, Foxi és barátaik. KiKA, 2000-2002
- Kicsi a bors, de erős, NDR, KiKA, 1999
- Marienhof, WDR, 1992-2011
- Őrjárat a kozmoszban – Az Orion űrhajó fantasztikus kalandjai, 1966
- Peter Strohm, NDR, 1989-1996
- Pumukli kalandjai, BR, 1982
- Schimanski visszatér, WDR, 1997-2013
- Simsala Grimm, KiKA, 1999-2010
- Tetthely (Tatort) 1970 óta
- Te szent ég! MDR, 2002 óta
- Török kezdőknek, Das Erste, 2006-2009
- Wunschpunsch, a varázskoktél, 2000-2001

## Fordítás
Ez a szócikk részben vagy egészben  az   ARD című német Wikipédia-szócikk ezen változatának fordításán alapul.  Az eredeti cikk szerkesztőit annak laptörténete sorolja fel. Ez a jelzés csupán a megfogalmazás eredetét és a szerzői jogokat jelzi, nem szolgál a cikkben szereplő információk forrásmegjelöléseként.